# Grunt

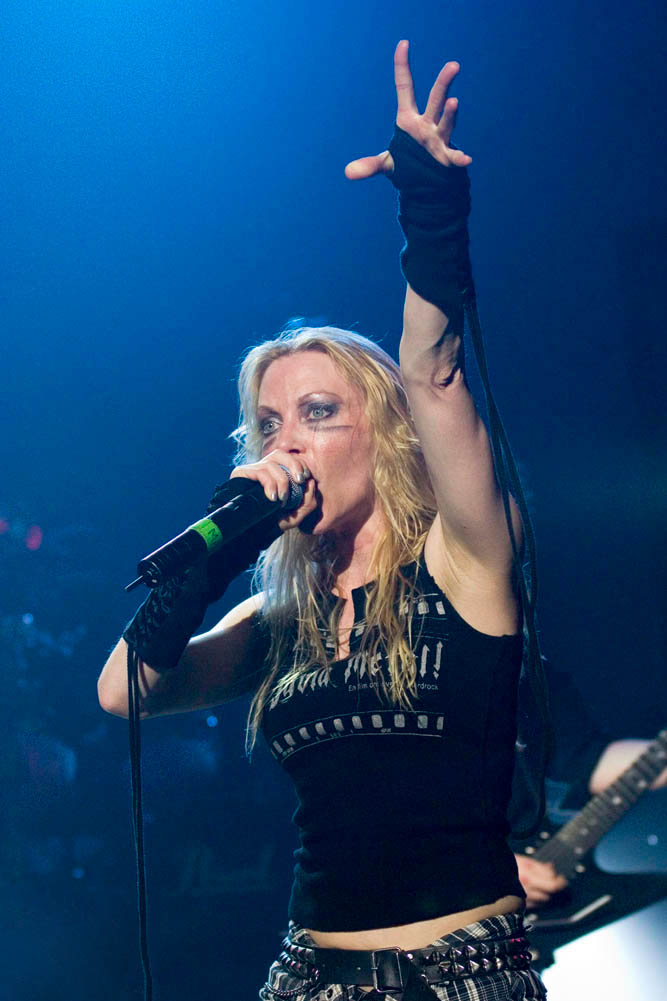
Een zangeres die de grunt als zangstijl hanteert is Angela Gossow, de manager van Arch Enemy.

De grunt, ook bekend als death grunt, (death) growl, death vocals, is een veelvoorkomende zangtechniek in de metal, met name de deathmetal. Tevens wordt deze stijl vaak in aangepaste vorm gebruikt bij melodieuze deathmetal-, grindcore-, doommetal- en gothic metalbands.
Grunts vormen een gutturale zangtechniek en zijn daarom zeer moeilijk te verstaan, met name voor leken in het genre. Sommige vocalisten kiezen ervoor om helemaal onverstaanbaar te grunten, zoals vocalist Sylvain Houde in Kataklysm en Lord Worm in Cryptopsy, terwijl andere vocalisten zo grunten dat hun teksten verstaanbaar blijven, zoals Karl Willetts in Bolt Thrower, Jan-Chris de Koeijer in Gorefest en George Oosthoek in Orphanage.

## Techniek
Grunts kunnen door middel van allerlei effecten tot stand gebracht worden, maar over het algemeen worden deze gebruikt om te helpen of om er een speciaal effect aan te geven die met de normale stem niet te produceren zijn. De meeste vocalisten grunten echter met hun eigen stem. De techniek die ze hiervoor gebruiken verschilt per vocalist en grunt.
Een deel van de grunters laat de grunt direct uit de stembanden komen, wat voor deze membranen erg inspannend is. Deze techniek wordt sterk afgeraden: op de lange termijn kan dit oedeem en poliepen op de stembanden veroorzaken, of zelfs leiden tot het geheel verliezen van de stem. Het UMC St Radboud in Nijmegen meldde in juni van 2007 dat het door de enorm gestegen populariteit van het grunten al diverse grunters onder behandeling heeft.
Een goed voorbeeld van wat er mis kan gaan bij gebruik van een verkeerde techniek bij het grunten is het voorval van Arch Enemy-frontvrouw Angela Gossow. Zij kreeg poliepen op haar keel en dit zorgde ervoor dat hun tour destijds moest worden afgezegd. Haar techniek toen was gewoon zo hard mogelijk geluid produceren. Na het voorval ging ze naar de zangpedagoog Melissa Cross (die zich specialiseert in extreme stemtechnieken) en leerde op die manier een beter stemgebruik toe te passen.
Een betere techniek is die waarbij de grunters de zang uit hun buik laten komen. Zij gebruiken hun middenrif als hulpmiddel om te grunten. Bij een goede grunttechniek hoeft het geproduceerde geluid in feite niet luider te zijn dan bij het gewone luid spreken. Een goed voorbeeld hiervan is de bekende uitspraak "I'll get you next time Gadget" van Doctor Claw uit de tekenfilmserie Inspector Gadget. 
Op 29 juni 2007 vond in Den Haag de tweede editie van het Nederlands Kampioenschap grunten plaats.

## Complete Vocal Technique
Volgens de van oorsprong Deense zangmethodiek Complete Vocal Technique (CVT), is grunten een effect in zang dat geproduceerd wordt door het geheel laten vibreren van het strottenhoofd. Stembanden kunnen hierbij een rol spelen, zodat er ook 'op toon' gegrunt kan worden. Grunten kan gecombineerd worden met andere effecten, zoals growl (het 'Louis Armstrong-geluid'). Grunten is onschadelijk zolang het met de juiste techniek wordt uitgevoerd. Grunten is vooral bekend als een effect in de laagte van de stem, maar is in alle toonhoogtes mogelijk. Er is veel ademsteun nodig om gezond te grunten.